# ソードフィッシュ (映画)
『ソードフィッシュ』（Swordfish）は、2001年のアメリカ合衆国の犯罪映画。監督はドミニク・セナ、出演はジョン・トラボルタとヒュー・ジャックマンなど。95億ドル強奪作戦に手を貸すことになった天才ハッカーに仕掛けられた罠を描いたサスペンスアクションである。
冒頭、600台のカメラを駆使して撮影された30秒のバレットタイム（マシンガン撮影）による大爆発シーンは、公開前から話題になった。

## ストーリー
かつてハッカーの帝王と呼ばれたスタンリーの所に、ミステリアスな女・ジンジャーが巨額金強奪計画の話を持ってきた。かつてDEA（麻薬取締局）の極秘作戦「ソードフィッシュ計画」で残った裏金95億ドルをハッキングで奪おうとする謎に満ちた冷徹な男・ガブリエル。ロサンゼルスの空港で殺された大物ハッカー、トーバルズの事件を追ううち、かつてその手で逮捕したスタンリーにたどり着いたFBIのロバーツ捜査官。その事件が元で性悪な元妻に愛娘ホリーの親権を奪われ接見禁止にまでされてしまったスタンリーは、ホリーを取り戻すため、予測不能の「思い込み＝ミスディレクション」の罠にはまっていく。ガブリエルは95億ドルを何の目的で奪おうとしているのだろうか。

## 登場人物
ガブリエル・シアー
ジンジャーのボス。
スタンリー・ジョブソン
ハッカー。
ジンジャー・ノウルズ
謎めいた美女。
J・T・ロバーツ
犯罪取締官。
ライズマン
犯罪対策委員会の議長。
ホリー・ジョブソン
スタンリーの娘。
アクセル・トーバルズ
空港で捕まった男。ハッカー。
ラリー
ポルノ俳優。
ジム・リーズマン
上院議員。
ビリー・ジョイ
副長官。

## キャスト
| 役名                     | 俳優                   | 日本語吹替                                                                | 日本語吹替 |
| 役名                     | 俳優                   | ソフト版                                                                  | 日本テレビ版 |
| ------------------------ | ---------------------- | ------------------------------------------------------------------------- | --- |
| ガブリエル・シアー       | ジョン・トラボルタ     | 村山明                                                                    | 安原義人 |
| スタンリー・ジョブソン   | ヒュー・ジャックマン   | 山路和弘                                                                  | 小山力也 |
| ジンジャー・ノウルズ     | ハル・ベリー           | 児玉孝子                                                                  | 日野由利加 |
| J・T・ロバーツ           | ドン・チードル         | 目黒光祐                                                                  | 内田直哉 |
| ジム・リーズマン上院議員 | サム・シェパード       | 納谷六朗                                                                  | 小川真司 |
| マルコ                   | ヴィニー・ジョーンズ   | 伊藤栄次                                                                  | 相沢正輝 |
| メリッサ                 | ドレア・ド・マッテオ   | 岡本章子                                                                  | 亀井芳子 |
| アクセル・トーバルズ     | ルドルフ・マーティン   | 山野井仁                                                                  | 三木眞一郎 |
| ビリー・ジョイ副長官     | ザック・グルニエ       | 小島敏彦                                                                  | 宝亀克寿 |
| ホリー・ジョブソン       | キャムリン・グライムス | 引田有美                                                                  | 三村ゆうな |
| トーレス                 | アンジェロ・ペーガン   | 小室正幸                                                                  | 星野充昭 |
| アクセルの弁護士         | カーク・B・R・ウォラー | 伊藤栄次                                                                  | 松山鷹志 |
| その他                   | N/A                    | 落合弘治 天田益男 高宮俊介 浜田賢二 志村知幸 杉本ゆう 堀江真理子 河野智之 | 桐本琢也 川津泰彦 大西健晴 伊藤栄次 田原アルノ 甲斐田裕子 西村朋紘 河相智哉 矢野裕子 横尾博之 滝知史 小形満 高橋広樹 塩山由佳 笹井智恵子 |
| 日本語版制作スタッフ     |                        |                                                                           | |
| 演出                     | 演出                   | 春日一伸                                                                  | 山田知明 |
| 翻訳                     | 翻訳                   | 林完治（字幕） 小寺陽子（吹替）                                           | 松崎広幸 |
| 調整                     | 調整                   | 手塚孝太郎                                                                | 阿部直子 |
| 効果                     | 効果                   |                                                                           | サウンドボックス |
| 録音                     | 録音                   |                                                                           | オムニバス・ジャパン |
| プロデューサー           | プロデューサー         | 尾谷アイコ 小出春美                                                       | 稲毛弘之 |
| 制作                     | 制作                   | ワーナー・ホーム・ビデオ ACクリエイト                                     | 東北新社 |
| 初回放送                 | 初回放送               |                                                                           | 2005年4月29日 『金曜ロードショー』 |

## スタッフ
- 監督：ドミニク・セナ
- 製作：ジョナサン・D・クレイン、ジョエル・シルバー、ポール・ウィンズ
- 共同製作：ダン・クラッチオロ、スキップ・ウッズ
- 製作総指揮：ブルース・バーマン、ジム・ヴァン・ウィック
- 脚本：スキップ・ウッズ
- 撮影：ポール・キャメロン
- 音楽：クリストファー・ヤング、ポール・オーケンフォルド

## 地上波
| 年   | 月 | 日 | 局         | 枠                 | 開始  | 終了            | 出典  | 吹替備考 |
| ---- | -- | -- | ---------- | ------------------ | ----- | --------------- | ----- | -------- |
| 2021 | 2  | 18 | テレビ東京 | 午後のロードショー | 13:35 | ?(正味1h34m13s) |       |          |
| 2023 | 1  | 12 | テレビ東京 | 午後のロードショー | 13:40 | 15:40           | [ 4 ] |          |